# Jacques Boré
Vous pouvez aider à l'améliorer ou bien discuter des problèmes sur sa page de discussion.
- Il ne s’appuie pas, ou pas assez, sur des sources secondaires ou tertiaires. (Marqué depuis janvier 2024)
- Sa forme n’est pas encyclopédique et ressemble trop à un curriculum vitæ. Modifiez le texte pour aider à le transformer en article neutre. (Marqué depuis janvier 2024)

- Archive Wikiwix
- Bing
- Cairn
- DuckDuckGo
- E. Universalis
- Gallica
- Google
- G. Books
- G. News
- G. Scholar
- Persée
- Qwant
- (zh) Baidu
- (ru) Yandex
- (wd) trouver des œuvres sur Wikidata

Pour les articles homonymes, voir Boré.
Jacques Boré, né le 23 novembre 1927 à Vierzon et mort le 20 avril 2019 à Paris, est un avocat français.
Il est titulaire du fauteuil 3 de la section III de l'Académie des sciences morales et politiques et président de l'ordre des avocats au Conseil d'État et à la Cour de cassation.

## Biographie
Docteur en droit (sa thèse est intitulée Du concours de compétence en matière judiciaire et en matière disciplinaire, sous la direction d'Henry Solus) et avocat à la Cour d'appel de Bourges, il est élu premier secrétaire de la Conférence du stage des avocats au Conseil d'État et à la Cour de cassation en 1954.
Il devient avocat au Conseil d'État et à la Cour de cassation en 1961 et le reste jusqu'en 2004.
Il est élu président de l'Ordre en 1989 et membre de l'Académie des sciences morales et politiques au fauteuil de Marc Ancel en 1991.
Il est l'un des fondateurs de l'Association européenne des barreaux de Cours suprêmes.
Il laisse une œuvre doctrinale importante, notamment "La cassation en matière civile" (1re éd. Sirey, 1980 - 5e éd. Dalloz, 2015) et "La cassation en matière pénale" (1re éd. LGDJ, 1985 - 4e éd. Dalloz, 2017).

## Décorations
- Officier de la Légion d'honneur (2000)[2]
- Commandeur de l'Ordre national du mérite